# Tetra-cardeal
Tetra-cardeal, tetra-cardinal, tetra-neon, neon-cardinal ou simplesmente cardinal (Paracheirodon axelrodi) é um peixe de água doce da família Characidae da ordem Characiformes. É nativo dos rios Orinoco e Negro, na América do Sul, possuindo uma coloração brilhante e bem mais rica que a do Néon.
É um peixe de cardume de cores muito vivas (azul forte e vermelho) muito apreciado no aquarismo de água doce. São onívoros, comendo alimentos vivos, congelados ou em flocos. São excelentes espécimes para aquários comunitários, pois são muito pacíficos, mas deve-se manter no mínimo 6 exemplares do Tetra-Cardinal no aquário, para que se mostre desinibido e à vontade com os outros peixes, além de diminuir o seu estresse que pode levar a sua morte. As melhore condições de sua água são: Ph ácido (na faixa de 4.0 à 6.0), dureza baixa e uma temperatura ligeiramente eleva, em torno de 27°C.
Este peixe é o mais vistoso e maior dos Paracheirodon, podendo, especialmente as fêmeas, atingir cerca de 3 cm (1,2 pol). Dentro das espécies deste gênero é também a que aprecia temperaturas mais altas (como dito anteriormente), tornado-o um ótimo companheiro para outros peixes que compartilham de suas mesma exigências, como o acará-disco (Symphysodon).